# Rhythm Is a Dancer
"Rhythm Is a Dancer" là một bài hát của nhóm nhạc nước Đức Snap! nằm trong album phòng thu thứ hai của họ, The Madman's Return (1992). Nó được phát hành như là đĩa đơn thứ hai trích từ album vào ngày 30 tháng 3 năm 1992 bởi Arista Records. Bài hát được thể hiện bởi giọng ca chính Thea Austin và rap bởi Turbo B, những người đồng viết lời nó với nhà sản xuất của bài hát là Benito Benites và John "Virgo" Garrett III (nghệ danh của Michael Münzing và Luca Anzilotti, những người đồng sáng lập Snap!). Đây là một bản Eurodance với nội dung thể hiện tầm quan trọng của giai điệu trong việc giúp mọi người nhảy múa, trong đó họ so sánh nó như là một "vũ công".
Sau khi phát hành, "Rhythm Is a Dancer" đa phần nhận được những phản ứng tích cực từ các nhà phê bình âm nhạc, trong đó họ đánh giá cao giai điệu bắt tai của nó, nhưng cũng đưa ra nhiều ý kiến trái chiều về nội dung bài hát. Nó cũng lọt vào danh sách những bản nhạc Dance hay nhất mọi thời đại bởi nhiều ấn phẩm và tổ chức âm nhạc, bao gồm vị trí thứ 36 trong danh sách 100 Bài hát Dance xuất sắc nhất của VH1. "Rhythm Is a Dancer" đã gặt hái những thành công vượt trội về mặt thương mại, đứng đầu các bảng xếp hạng ở nhiều quốc gia trên toàn cầu như Áo, Bỉ, Pháp, Đức, Ireland, Ý, Hà Lan, Tây Ban Nha, Thụy Sĩ và Vương quốc Anh, và lọt vào top 10 ở hầu hết những thị trường nó xuất hiện, bao gồm vươn đến top 5 ở Úc, Đan Mạch, Na Uy và Thụy Điển. Tại Hoa Kỳ, bài hát đạt vị trí thứ năm trên bảng xếp hạng Billboard Hot 100, trở thành đĩa đơn thứ hai của họ vươn đến top 5 tại đây, và được chứng nhận đĩa Vàng từ Hiệp hội Công nghiệp ghi âm Mỹ (RIAA).
Video ca nhạc cho "Rhythm Is a Dancer" được đạo diễn bởi Howard Greenhalgh với bối cảnh ở một công xưởng, trong đó Austin trình diễn bài hát trên một thang máy, với một nhóm vũ công dưới hình tượng người máy đang nhảy múa phía dưới. Được ghi nhận là bài hát trứ danh trong sự nghiệp của Snap!, nó đã xuất hiện trong nhiều tác phẩm điện ảnh và quảng cáo thương mại, và được đưa vào nhiều album tổng hợp của họ, bao gồm Snap! Attack: The Best of Snap! (1996) và The Cult of Snap! (2003). Ngoài ra, bài hát cũng được nhóm thu âm lại và phát hành trong nhiều giai đoạn khác nhau, trong đó bản hát lại năm 2003 "Rhythm is a Dancer 2003" đã vươn đến top 10 ở Áo và Đức.

## Danh sách bài hát
Đĩa 7" tại châu Âu
- A. "Rhythm Is a Dancer" (7" chỉnh sửa) — 3:41
- B. "Rhythm Is a Dancer" (Purple Hazed 7" chỉnh sửa) — 4:31

Đĩa CD maxi tại châu Âu
1. "Rhythm Is a Dancer" (7" chỉnh sửa) — 3:41
2. "Rhythm Is a Dancer" (12" phối) — 5:12
3. "Rhythm Is a Dancer" (Purple Hazed phối) — 6:49

Đĩa CD tại châu Âu và Anh quốc
1. "Rhythm Is a Dancer" (7" chỉnh sửa) — 3:41
2. "Rhythm Is a Dancer" (12" phối) — 5:12
3. "Rhythm Is a Dancer" (Purple Hazed phối) — 6:49
4. "Rhythm Is a Dancer" (Tee's Choice phối) — 6:18

## Xếp hạng
| Bảng xếp hạng (1992-93)             | Vị trí cao nhất |
| ----------------------------------- | --------------- |
| Úc (ARIA)                           | 3               |
| Áo (Ö3 Austria Top 40)              | 1               |
| Bỉ (Ultratop 50 Flanders)           | 1               |
| Canada (RPM)                        | 19              |
| Canada Dance/Urban (RPM)            | 1               |
| Đan Mạch (Tracklisten)              | 2               |
| Châu Âu (European Hot 100 Singles)  | 1               |
| Phần Lan (Suomen virallinen lista)  | 7               |
| Pháp (SNEP)                         | 1               |
| Đức (Official German Charts)        | 1               |
| Ireland (IRMA)                      | 1               |
| Ý (FIMI)                            | 1               |
| Hà Lan (Dutch Top 40)               | 1               |
| Hà Lan (Single Top 100)             | 1               |
| New Zealand (Recorded Music NZ)     | 11              |
| Na Uy (VG-lista)                    | 4               |
| Tây Ban Nha (AFYVE)                 | 1               |
| Thụy Điển (Sverigetopplistan)       | 2               |
| Thụy Sĩ (Schweizer Hitparade)       | 1               |
| Anh Quốc (OCC)                      | 1               |
| Hoa Kỳ Billboard Hot 100            | 5               |
| Hoa Kỳ Dance Club Songs (Billboard) | 1               |
| Hoa Kỳ Pop Airplay (Billboard)      | 12              |
| Hoa Kỳ Rhythmic (Billboard)         | 9               |

| Bảng xếp hạng (1992)                 | Vị trí |
| ------------------------------------ | ------ |
| Australia (ARIA)                     | 15     |
| Austria (Ö3 Austria Top 40)          | 2      |
| Belgium (Ultratop 50 Flanders)       | 2      |
| Denmark (Tracklisten)                | 2      |
| Europe (European Hot 100 Singles)    | 1      |
| Germany (Official German Charts)     | 1      |
| Italy (FIMI)                         | 1      |
| Netherlands (Dutch Top 40)           | 1      |
| Netherlands (Single Top 100)         | 4      |
| Norway Summer Period (VG-lista)      | 8      |
| Switzerland (Schweizer Hitparade)    | 2      |
| UK Singles (Official Charts Company) | 2      |
| US Billboard Hot 100                 | 75     |
| US Hot Dance Club Songs (Billboard)  | 6      |
| Bảng xếp hạng (1993)                 | Vị trí |
| US Billboard Hot 100                 | 25     |
| Bảng xếp hạng (2003)                 | Vị trí |
| Germany (Official German Charts)     | 65     |

| Bảng xếp hạng (1990–99)              | Vị trí |
| ------------------------------------ | ------ |
| Austria (Ö3 Austria Top 40)          | 13     |
| France (SNEP)                        | 100    |
| Netherlands (Dutch Top 40)           | 35     |
| UK Singles (Official Charts Company) | 95     |

## Chứng nhận
| Quốc gia                                                                           | Chứng nhận | Số đơn vị/doanh số chứng nhận |
| ---------------------------------------------------------------------------------- | ---------- | ----------------------------- |
| Úc (ARIA)                                                                          | Vàng       | 35.000^                       |
| Áo (IFPI Áo)                                                                       | Vàng       | 25.000*                       |
| Pháp (SNEP)                                                                        | Vàng       | 250,000                       |
| Đức (BVMI)                                                                         | Bạch kim   | 0^                            |
| Hà Lan (NVPI)                                                                      | Bạch kim   | 75.000^                       |
| Thụy Điển (GLF)                                                                    | Vàng       | 25.000^                       |
| Anh Quốc (BPI)                                                                     | Vàng       | 400.000^                      |
| Hoa Kỳ (RIAA)                                                                      | Vàng       | 500,000^                      |
| * Chứng nhận dựa theo doanh số tiêu thụ. ^ Chứng nhận dựa theo doanh số nhập hàng. |            |                               |